# 常陸風土記
常陸風土記（ひたちふどき）とは、茨城県鹿嶋市の銘菓で、炊いた大納言小豆で求肥を包んだ和菓子。

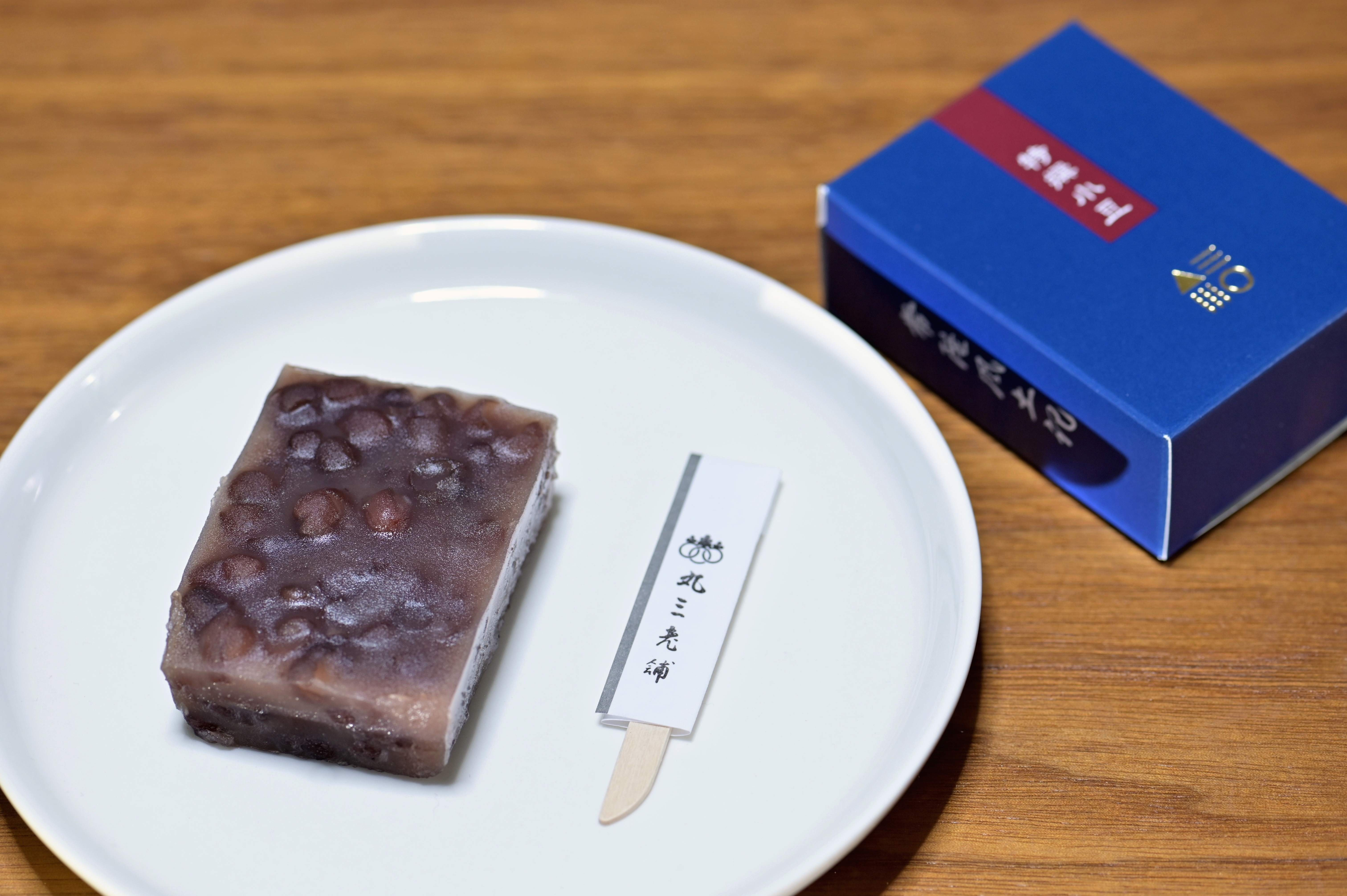
茨城県鹿嶋市の銘菓である常陸風土記（ひたちふどき）

鹿島神宮参道の菓子舗丸三老舗の代表菓。

## 概要
岸朝子著『全国五つ星の手みやげ』に掲載。全国菓子大博覧会では内閣総理大臣賞を受賞した経歴を持ち、天皇への献上菓子としての実績もある。年間6万個ほどを売り上げる商品で、見開き箱パッケージは6個入りと12個入り商品があり、店舗内では小箱で1個ずつばら売りもされている。小箱の中に入っている半透明の四角いカップに生菓子が入っている。生菓子は北海道産の大納言小豆を丁寧に炊き上げ、小豆の中に半透明になるまで練り込まれた求肥が入っており、水羊羹のような餡子の滑らかな口当たりと優しい甘み、中はもっちりとした弾力のある求肥の食感が楽しめる。